# René-Jacques Croissant de Garengeot
René-Jacques Croissant de Garengeot (gesprochen „… Garangsch-oh“), auch René (Jacques) Croissant de Garangeot, geboren als Jean de Croissant (* 30. Juni 1688 in Garengeot bzw. Saint-Aubin-des-Landes/Vitré (Ille-et-Vilaine); † 10. Dezember 1759 in Köln), war ein französischer Chirurg. 
Jean de Croissant, der sich später René-Jacques nannte und die Bezeichnung seines kleinbritannischen Geburtsortes hinzufügte, wurde zunächst von seinem Vater, einem Chirurgen in Vitré (bretonisch Gwitreg), unterrichtet und ging im Alter von 23 Jahren nach Paris, um dort bei den renommiertesten Chirurgen und Anatomen (Georges Mareschal, Jacob Winslow und Jean-Louis Petit) zu studieren. Er wurde Mitglied der Académie de chirurgie und Chirurg des Régiment du Roi. Er trug als führender französischer Chirurg maßgeblich zur Weiterentwicklung der Chirurgie bei und verfasste mehrere Standardwerke. Sein 1720 erschienenes Werk Traité de opérations de chirurgie wurde auch ins Englische und Deutsche übersetzt. Garengeot beschrieb erstmals eine inkarzerierte Schenkelhernie (De Garengeot’s hernia) und eine Perinealhernie. Er entwickelte auch chirurgisches Instrumentarium, unter anderem ein Instrument zur Extraktion von Molaren.
Garengeot wurde 1729 zum Mitglied der Royal Society gewählt.
Nach einem Schlaganfall starb er in einem Kölner Krankenhaus.